# Jacek Yerka
Jacek Yerka (Jacek Kowalski sinh năm 1952) là một họa sĩ theo trường phái siêu thực người Ba Lan đến từ Toruń. Tác phẩm của Yerka đã được trưng bày trong triển lãm ở Ba Lan, Đức, Monaco, Pháp và Hoa Kỳ, và có thể được tìm thấy trong các bảo tàng của Ba Lan.

## Những năm tháng đầu đời
Jacek Yerka sinh ra ở Toruń, Ba Lan, năm 1952. Ông sinh ra trong một gia đình nghệ thuật với cả cha mẹ đều tốt nghiệp Học viện Mỹ thuật địa phương. Những ký ức đầu tiên của ông đều liên quan đến sơn, mực, giấy, cao su và cọ. Khi còn nhỏ, Yerka thích vẽ và làm các tác phẩm điêu khắc. Ông ghét ra ngoài chơi với các bạn. Thay vào đó, ông thường ngồi xuống với một cây bút chì, tự sáng tạo và khám phá thế giới của riêng mình. Sự khác biệt này của ông với những đứa trẻ khác ở trường tiểu học đã dẫn đến các vấn đề về tâm lý xã hội với các bạn cùng lứa. Ông đã mô tả quãng thời gian ở trường tiểu học của mình là "một quá khứ ảm đạm, tẻ nhạt, và đôi khi là kinh hoàng". Tuy nhiên, sau đó, ông trở nên 'không thể dây vào' ở trường trung học của mình nhờ những bản vẽ phác họa thông minh về những kẻ bắt nạt tồi tệ nhất ở trường.

## Cuộc sống trong học viện
Yerka chưa bao giờ có ý định trở thành một nghệ sĩ như cha mẹ mình và từng xem xét làm việc thiên về thiên văn học hay y học. Tuy nhiên, một năm trước kỳ thi cuối cùng, lần đầu tiên ông thử vẽ với sơn, từ đó dẫn đến quyết định học mỹ thuật và thiết kế đồ họa. Theo Jacek, trong thời gian học tập tại học viện, ông đã bị các giáo viên của mình gây áp lực phải tránh các chi tiết về chủ nghĩa hiện thực để thuận theo xu hướng của thời đại, nhưng ông không hề nản lòng. Ông tuân thủ tuyệt đối theo kỹ thuật Flemish cổ điển tỉ mỉ mà vẫn thể hiện được đặc trưng trong các tác phẩm của mình. Bẵng qua một thời gian, các giáo viên dần công nhận ông là một thiên tài lỗi lạc - mặc dù hay gây rắc rối.
Trong thời gian học tại Học viện, mỗi ngày của ông được chia thành hai phần. Vào buổi sáng và buổi chiều, ông phải làm các bài kiểm tra, dự án và tham dự các bài giảng, vào buổi tối, ông được dành một vài giờ để làm việc tại một bức tranh chỉ dành cho gia đình và bạn bè của mình. Ông tốt nghiệp Khoa Mỹ thuật tại Đại học Nicolaus Copernicus ở Toruń, chuyên ngành in ấn.

## Cuộc sống của một họa sĩ
Yerka bắt đầu làm việc toàn thời gian như một nghệ sĩ vào năm 1980. Ông đã có một số hợp đồng với các phòng trưng bày ở Warsaw và cũng làm việc cho ủy ban. Ông trích dẫn Hieronymousus Bosch, Pieter Bruegel, Cagliostro, Jan van Eyck và Hugo van der Goes là những người có ảnh hưởng chính đến các tác phẩm của mình. Chủ đề trong các tác phẩm của ông bao gồm từ những con quái vật kỳ lạ đến những phong cảnh kỳ dị kết hợp kiến trúc phi thường, và bao gồm những hình ảnh lượm lặt được từ thời thơ ấu của ông, chẳng hạn như nhà bếp của bà ngoại. Yerka nói,"Đối với tôi, những năm 1950 là một thời đại hoàng kim... Nếu tôi, ví dụ, để vẽ một cái máy tính, nó chắc chắn sẽ có một góc nhìn thẩm mỹ liên quan đén thời điểm trước chiến tranh."
Năm 1990, Yerka nhận được hợp đồng với nhà sản xuất Hollywood Renee Daalder để thiết kế các nhân vật, cỗ máy lớn và cảnh quan siêu thực cho bộ phim khoa học viễn tưởng Cánh đồng dâu tây. Bộ phim đã lên kế hoạch kết hợp cả tác phẩm của Yerka với các bài hát của Beatles và Yerka đã tham gia vào giai đoạn đầu tiên của quá trình sản xuất. Công việc tiến triển từ một bản phác thảo than chì, đến vẽ bằng bút màu, sau đó là một bức họa dùng phấn tiên, và cuối cùng là một bức tranh acrylic hoàn chỉnh.
Ngoài ra, Yerka xin nguồn đầu tư từ vợ và bốn cô con gái để tạo nên các tác phẩm.

## Giải thưởng
- Giải thưởng Thế giới Ảo dành cho Nghệ sĩ xuất sắc nhất, 1995 [12]
- Được trao tặng một tấm bảng thông báo danh dự của thành phố Toruń, ngày 24 tháng 6 năm 2008